# Советское (станция)
Сове́тское — железнодорожная станция Сахалинского региона Дальневосточной железной дороги. Названа по одноимённому селу.

## История
Станция открыта в 1926 году составе пускового участка Долинск — Макаров.

## Деятельность
По параграфу станция способна осуществлять небольшие грузовые отправлений со складов и на открытых площадках, а также продажу пассажирских билетов.
На станции останавливаются все пассажирские поезда дальнего следования, курсирующие по Сахалину (кроме скорого поезда № 001/002)

## Изображения

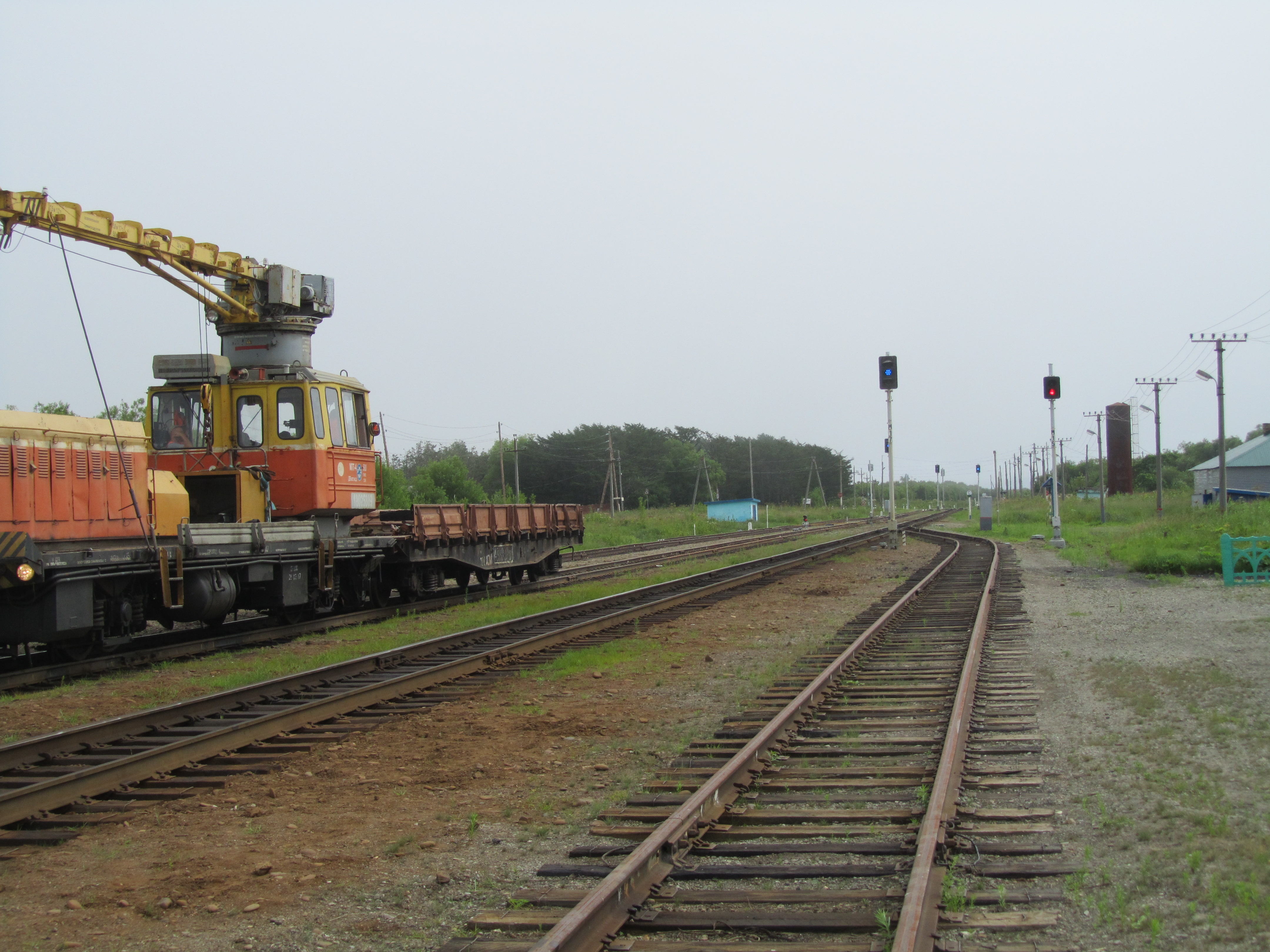
В сторону Южно-Сахалинска
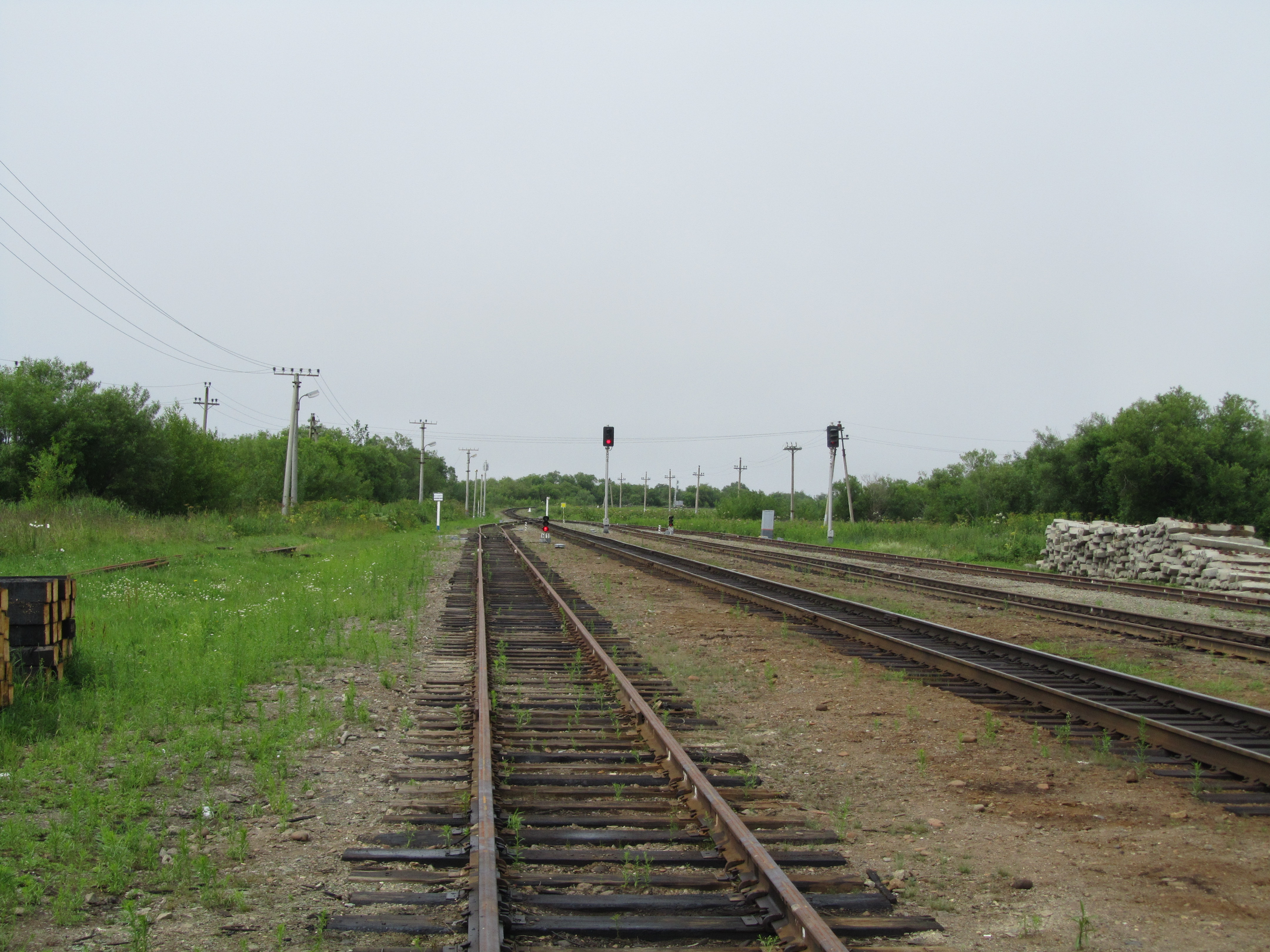
В сторону Ногликов